# Pascual de Gayangos y Arce
Pascual de Gayangos y Arce,  född 21 juni 1809 i Sevilla, död 4 oktober 1897 i London, var spansk filolog, historiker och litteraturhistoriker.
Gayangos uppfostrades i Frankrike och studerade arabiska under Antoine-Isaac Silvestre de Sacy i Paris. Han företog resor i Afrika, anställdes 1843 som professor i österländska språk vid Madrids universitet samt utnämndes 1881 till generaldirektör för allmänna undervisningen, vilken post han emellertid snart lämnade, då han blev senator. 
På brittiska regeringens uppdrag utgav Gayangos dels "Calendar of Letters and Papers Illustrative of the History of England in Connexion with that of Spain During the Reign of Henry VIII" (sju band, 1870–80), dels en förteckning över spanska handskrifter i British Museum, "Catálogo de los manuscriptos españoles" (36 band). 
Av Gayangos övriga arbeten kan nämnas Historia de las dinastias mahometanas de España (1840–43), delvis bearbetning av spanskarabiska historikern Ahmed Mohammed al-Maqqari, varigenom Gayangos lade grunden för ett verkligt studium av den arabisk-spanska historien, Colección de crónicas arabes, Historia de los reyes de Granada y descripción de Granada, La gran conquista de Ultramar, Libros de Caballerias, Escritores en prosa anterior al siglo XV, av vilka några finns i Manuel Rivadeneyras "Biblioteca de autores espanoles". 
Gayangos översatte till spanska George Ticknors "History of Spanish Litterature" med behövliga rättelser och tillägg samt var flitig medarbetare i de främsta brittiska tidskrifterna.